# فينازون
فينازون (بالإنجليزية:Phenazone)

## الصيغة الكيميائية
```
C11-H12-N2-O
```

## الوزن الجزيئي
```
188
```

## الأسم العلمي
3H-Pyrazol-3-one, 1,2-dihydro-1,5-dimethyl-2-phenyl-

## الزمرة الدوائية
- مضاد التهاب غير ستيروئيدي.
- مسكن ألم، خافض حرارة.

## الأستطباب
علاج نوبات الصداع النصفي الحاد.

## مضادات الأستطباب
- الحساسية من المسكنات
- عوز G6PD.
- البرفيريا.

## الأحنياطات
- الحمل.
- تاريخ مرضي لاضطراب الدم.

## تفاعلات فرط الحساسية السلبي للأدوية
قد يؤدي إلى ردود فعل: كلوي، غثيان ونعاس، ندرة المحببات، نقص الكريات البيض.

## الجرعة
- للآلام الخفيفة إلى الشديدة: 0.5-1 غ
- الجرعة العظمى: 4 غ/يوم
- الصداع النصفي الشديد: 1 غ/4-8

## العمر النصفي للدواء
- حوالي 12 ساعات.

## الآثار الجانبية السلبية
حساسية من البيرازولونات.
غثيان.
ندرة المحببات.
تسمم الكبد.